# Florian Meinel

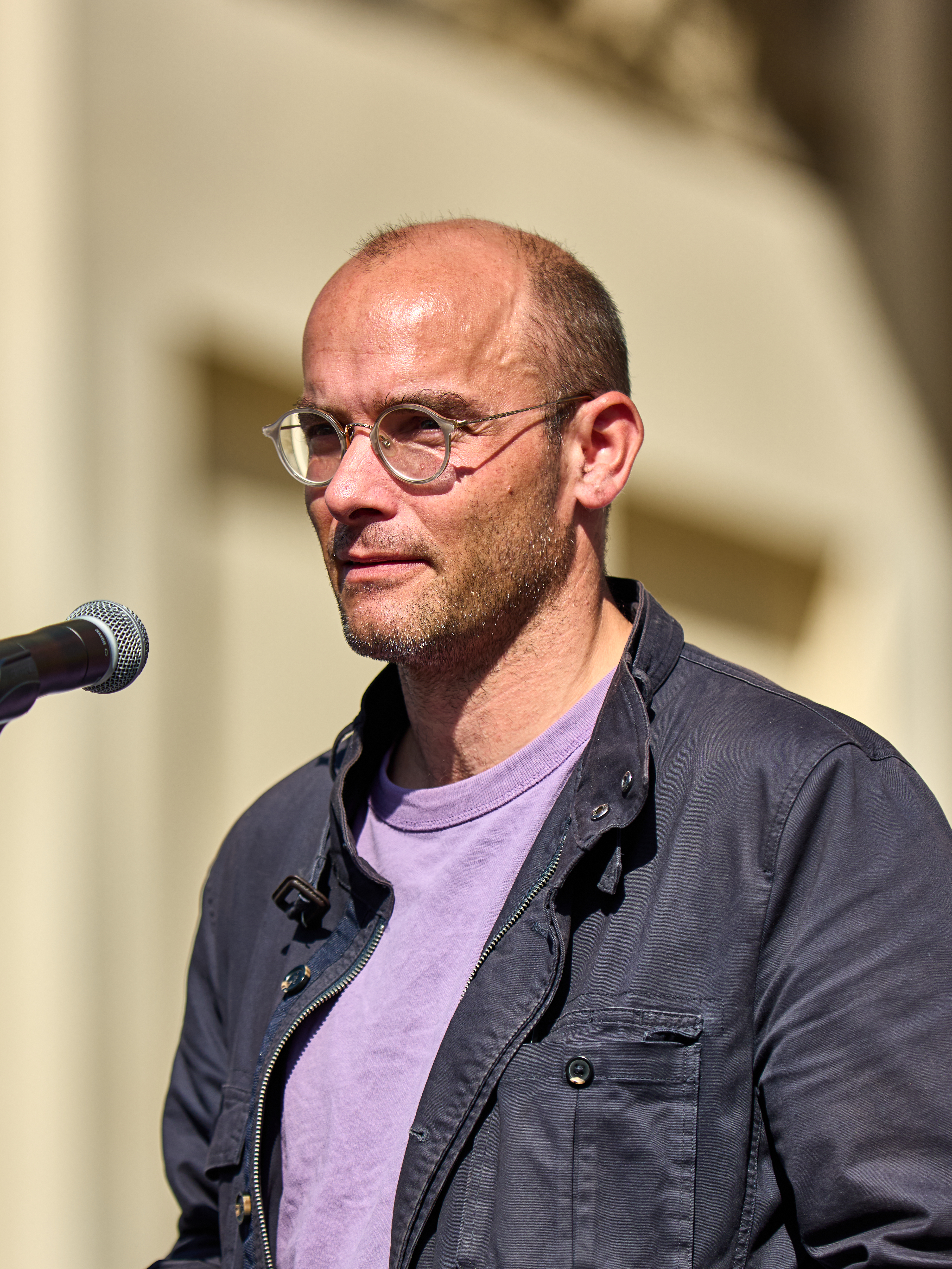
Florian Meinel, 2025

Florian Meinel (* 1981 in Marburg) ist ein deutscher Rechtswissenschaftler und Hochschullehrer.

## Leben
Meinel studierte von 2001 bis 2006 Rechtswissenschaften an der Humboldt-Universität zu Berlin und wurde dort auch promoviert. 2006 und 2012 legte er seine juristischen Staatsprüfungen in Berlin ab. Von 2006 bis 2011 war er Wissenschaftlicher Mitarbeiter im DFG-Sonderforschungsbereich „Governance in Räumen begrenzter Staatlichkeit“ und am Wissenschaftszentrum Berlin für Sozialforschung tätig. Von 2010 bis 2012 absolvierte er ein Referendariat am Kammergericht in Berlin. Von 2012 bis 2015 war er als Wissenschaftlicher Mitarbeiter am Lehrstuhl für Öffentliches Recht und Finanzrecht an der Humboldt-Universität (Christian Waldhoff) tätig. 2014 war er Visiting Lecturer an der Princeton University. Von 2015 bis 2018 wurde er von der DFG gefördert. Er war von 2014 bis 2019 Mitglied und 2016/2017 Sprecher der Jungen Akademie. 2018 erfolgte seine Habilitation an der Juristischen Fakultät der Humboldt-Universität. Im selben Jahr erhielt er einen Ruf an die Julius-Maximilians-Universität Würzburg und hatte dort den Lehrstuhl für Öffentliches Recht und Rechtsphilosophie inne. Zum Wintersemester 2020/2021 nahm er einen Ruf an die Georg-August-Universität Göttingen an. Er leitet dort die Abteilung für Vergleichendes Staatsrecht und Politische Wissenschaften des Instituts für Grundlagen des Rechts. Im akademischen Jahr 2021/22 war Meinel Mercator Senior Fellow an der Harvard Law School, 2024/25 Fellow am Wissenschaftskolleg zu Berlin.
Meinel ist seit November 2019 Vorsitzender des wissenschaftlichen Beirates der Carl-Schmitt-Gesellschaft. Er ist Mitglied der Vereinigung für Verfassungsgeschichte. 

## Veröffentlichungen

### Monographien
- Der Jurist in der industriellen Gesellschaft. Ernst Forsthoff und seine Zeit, Akademie Verlag, Berlin 2011 (2., unveränderte Auflage 2012) (Zugleich: Dissertation, Humboldt-Universität Berlin, 2010), ISBN 978-3-05-005101-7.
- Selbstorganisation des parlamentarischen Regierungssystems. Vergleichende Studien zu einem Verfassungsproblem der Bundesrepublik Deutschland, Mohr Siebeck, Tübingen 2019 (= Jus Publicum, Bd. 281) (Zugleich: Habilitationsschrift, Humboldt-Universität Berlin, 2018), ISBN 978-3-16-156203-7.
- Vertrauensfrage. Zur heutigen Krise des Parlamentarismus, C. H. Beck, München 2019, ISBN 978-3-406-73156-3. (auch als Lizenzausgabe der Bundeszentrale für politische Bildung: ISBN 978-3-7425-0418-0).
- Germany’s Dual Constitution. Parliamentary Democracy in the Federal Republic, Hart Publishing, Oxford 2021, ISBN 9781509943401.

### Herausgeberschaften
- zusammen mit Christian Bumke und Andreas Voßkuhle: Verabschiedung und Wiederentdeckung des Staates im Spannungsfeld der Disziplinen (= Der Staat, Beiheft, 21), Duncker & Humblot, Berlin 2013, ISBN 978-3-428-13944-6.
- zusammen mit Sigrid Boysen und Anna-Bettina Kaiser: Verfassung und Verteilung. Beiträge zu einer Grundfrage des Verfassungsverständnisses, Mohr Siebeck, Tübingen 2015, ISBN 978-3-16-153248-1.
- Verfassungsgerichtsbarkeit in der Bonner Republik. Aspekte einer Geschichte des Bundesverfassungsgerichts, Mohr Siebeck, Tübingen 2019, ISBN 978-3-16-155772-9.